# Şebnem Paker
Şebnem Paker es una cantante turca nacida en junio de 1973, en Estambul, Turquía.

## Carrera
Paker participó en el Festival de la Canción de Eurovisión 1996 con la canción "Besinci mevsim" (La quinta estación) consiguiendo el duodécimo lugar de 23. El año siguiente lo volvió a intentar con mucha más suerte acabando tercera con la canción Dinle (Escucha) y dándole su mejor posición a Turquía hasta el 2003 cuando Sertab Erener ganó el festival. 
En 1998 lo volvió a intentar con la canción "Çal", pero no consiguió representar por tercera vez a su país.
Sebnem Paker no prosiguió con su carrera musical a pesar de su fugaz éxito y actualmente es profesora de música en un instituto.

## Discografía
- Dinle (1997)